# Serviço Nacional de Aprendizagem do Cooperativismo
O Serviço Nacional de Aprendizagem do Cooperativismo (SESCOOP) é integrante do Sistema Cooperativista Nacional. Foi criado pela Medida Provisória nº 1.715, de 3 de setembro de 1998, e suas reedições, regulamentado pelo Decreto nº 3.017, de 6 de abril de 1999.